# 서세원
서세원(徐世源, 1956년 3월 18일~2023년 4월 20일)은 대한민국의 코미디언, 방송인 등으로 활동했던 목회자이다.

## 생애
서세원은 1956년 3월 18일 충청북도 청주시에서 4남매 중 막내로 태어났으나 실제로는 1955년생이다. 경기대학교 국어국문학과를 졸업하였고, 1979년 TBC 라디오 개그 콘테스트를 거쳐 《노래하는 곳에》로 데뷔해 코미디언으로 성공을 거두었다. 1990년대부터는 TV 토크쇼나 오락 프로그램의 MC 활동에 치중해왔으며, 영화 방면으로는 1980년대부터 꾸준한 경력을 쌓아 2001년 서세원 프로덕션을 통해 《조폭 마누라》를 제작하여 상업적으로 성공하였다. 2010년부터 청담동에서 솔라그라티아교회라는 교회를 설립하여 목회 활동을 하기도 했으나, 교회는 2014년 4월 경에 문을 닫았다.
2014년 5월 10일, 서세원이 서정희를 폭행하는 사건이 벌어졌다. 이러한 어머니의 고통을 견디다 못한 아들 서종우와 딸 서동주, 서지혜는 아버지와 어머니를 이혼시키는 소송을 제기하였다. 결국 서세원은 2015년에 아내가 아닌 아들과 딸에 의해 결혼 생활 32년 만에 이혼했다. 사실 이 이혼 소송은 부인이 아니고 아들과 딸이 제기한 이혼 소송이라는 사실이 드러나 대중에게 화제가 되었다. 2016년에는 23살 연하의 해금 연주자와 재혼하였다.
가족과 결별한 후인 2020년, 캄보디아로 이주하여 목회 활동과 각종 부동산 사업을 하다가 2023년 4월 20일 캄보디아 프놈펜의 한인병원에서 세상을 떠났다.
프놈펜 현지에서 화장을 마친 후, 고인의 유해는 2023년 4월 30일 서울아산병원 장례식장에 조문을 받기 위해 임시로 안치되었다가 5월 2일 발인을 거쳐 충북 음성군 '무지개 추모공원'에 안장되었다.

### 사건사고
- 1991년 말 SBS TV 개국과 함께 1년 전속계약을 맺었으나[4] 건강악화로 1992년 10월 7일 이후 방송활동을 중단했다가[5] 같은 해 10월 26일부터 1년 전속계약을 체결했지만[6] 약속을 어기고 MBC 전격 팡팡쇼 진행을 맡아 물의를 일으켰다. 이에 SBS는 1993년 6월 11일 서세원을 상대로 6천만의 위약금 청구소송을 서울민사지방법원에 제기했고[7] 결국 서세원은 같은 해 9월 서울민사지방법원으로부터  SBS와의 계약 만료일인 1993년 10월 26일까지 SBS가 허용하지 않는 타방송사 프로그램에 출연하지 못한다는 판결을 받아[8] 전격 팡팡쇼에서 하차했다.

한편, MBC는 앞서 언급한 것처럼 1991년 말 SBS TV 개국과 함께 1년 전속계약을 맺었으나 건강악화로 1992년 10월 7일 이후 방송활동을 중단했다가 같은 해 10월 26일부터 1년 전속계약을 체결했지만 약속을 어기고  전격 팡팡쇼 진행(9월 13일부터 정원관이 후임으로 들어옴)을 맡은 서세원 으로 인해 해당 TV 프로그램 진행이 차질을 빚음은 물론, 1989년 제 3회 이후 TV 개그맨 콘테스트를 개최하지 않은 데다 정재환 박미선 등 핵심 개그맨들의 공백 뿐 아니라 소위 '감자골' 사건까지 터져  말 그대로 "설상가상"이었으며 '감자골' 사건 2달 뒤인 93년 4월 열린 제4회부터 TV 개그맨 콘테스트를 재개했는데 '감자골 4인방'의 멤버였던 김국진 김용만은 93년 6월 25일 미국으로 떠났고 또다른 '감자골 4인방' 멤버 박수홍은 군 입대 때문에 한동안 공백기를 가지기도 했다.
결국 서세원은 2000년 4월 23일부터 일요일 일요일 밤에 메인 MC를 맡아 MBC 예능 프로그램에 복귀했지만 불과 2개월 만에 중도하차하는  수모를 겪었다.
- 서세원프로덕션을 운영하면서 영화 《조폭 마누라》와 소속 연예인을 홍보하기 위해 방송사 PD들에게 홍보비 800만원을 건네고 허위 세금계산서를 작성해 법인세 3억7천만원을 포탈한 혐의(조세포탈 및 배임증재)[14]로 수사가 진행되자 홍콩으로 출국했고 이후 미국으로 도피하였다. 여권이 무효화되고 인터폴 수배자 명단에 오르게 되자 2003년 4월 30일 귀국했다. 2003년 10월 구속됐으며, 이후 재판에서 징역 10월, 집행유예 2년을 선고받았다. 1, 2심 결과에 불복하고 2006년 4월 9일 대법원에 상고했지만, 대법원은 2006년 11월 23일 원심을 확정하였다.
- 닛시엔터테인먼트 대표로 재직하던 2005년 11월 박효신 등의 가수와 음반 전속 계약을 맺고[15] 모 회사와 16억원을 공동 부담해 일정 수의 음반을 제작, 유통하기로 하는 계약을 체결했다가, 음반 작업을 하기로 한 가수와의 계약이 파기되는 바람에 계약 위반으로 모 회사에게 민사소송을 당해, 2007년 3월 계약 보증금이었던 8억 7천여만 원을 배상하라는 판결을 받았다.
- 2014년 5월 10일에는 옛 배우자인 서정희를 폭행하여 전치 3주의 상해를 입히고[16] 목을 조르고 다리를 잡고 끌고 다니는 등의 폭력을 행사했고, 소송 끝에 2015년 8월 21일 공식 이혼하였다.
- 2009년에 주가 조작 및 회사 자금 횡령 혐의로 기소돼 유죄판결을 받아 2010년 6월부로 KBS의 출연 금지 명단에 올랐다.[17]
- 2020년 캄보디아 출국 이후 자신 명의로 소스원 코인이라는 스캠 코인을 발행하기도 했다.

## 종교 활동
서세원은 전부인 서정희와 함께 교회에 출석하며 다양한 프로에 출연해 교인임을 주장했다.  이후 그가 신학교를 졸업하고 목사 안수를 받았으나 구체적인 신학교명과 안수를 준 교단명은 밝혀지지 않았다.  목사가 된 후 서울 강남구 청담동에서 솔라 그라티아 교회를 세웠으나 재정적인 이유로 문을 닫았다.  하지만 목사로써의 활동은 전광훈 목사와 함께 <건국 대통령 이승만> 의 홍보와 함께 반공주의적인 주장을 펼쳤다.
그는 또한 캄보디아에서 목회활동을 펼치던 중 캄보디아의 한 병원에서 갑자기 사망하였다.

## 출연 경력

### 방송 경력
- TBC 《노래하는 곳에》
- KBS 《가족오락관》
- KBS 《뛰어라 날아라》
- KBS 《국군장병과 함께》
- MBC 《일요일밤의 대행진》
- MBC 《유쾌한 스튜디오》
- MBC 《청춘행진곡》- 서세원의 스타데이트
- MBC 《청춘만만세》- 지세왕
- MBC 《금주의 FM인기가요》
- MBC 《FM은 내친구》
- SBS 《스타와 만나요》
- SBS 《SBS 인기가요》
- SBS 《코미디전망대》
- SBS 《토요일7시 웃으면 좋아요》
- MBC 《서세원 최유라의 100분쇼》
- KBS 《FM대행진》
- SBS 《주부만세》
- KBS 《전원집합 토요대행진》
- MBC 《전격 팡팡쇼》
- KBS 《유머채널》
- KBS 《웃음은 행복을 싣고》
- KBS 《퍼즐 특급열차》
- KBS 《MC 온 퍼레이드》
- KBS 《지구촌 영상음악》
- KBS 《밤과 음악사이》
- MBC 《TV시간여행》
- KBS 《폭소 대작전》
- KBS 《서세원 양미경의 행복이 가득한 집》
- KBS 《출발 토요대행진》
- KBS 《TV는 사랑을 싣고》
- SBS 《주부를 위하여》
- KBS 《코미디 세상만사》
- KBS 《체험 삶의 현장》
- KBS 《도전 지구탐험대》
- KBS 《전격 퍼즐쇼》
- KBS 《이문세쇼》
- KBS 《노영심이 여는 세상》
- EBS 《야호 퀴즈마을》
- KBS 《가요산책》
- KBS 《KBS 빅쇼》
- KBS 《서세원의 화요스페셜》
- KBS 《연예가중계》
- KBS 《슈퍼선데이》
- KBS 《특종 비디오저널》
- KBS 《서세원 김지호의 시사터치 코미디 파일》
- KBS 《서세원쇼》- 2002년 MC 중도 하차
- SBS 《좋은 세상 만들기》
- KBS 《스타출동 크리스마스 축제》
- KBS 제2라디오 《서세원의 네시엔》 임시 진행
- YTN 스타 《서세원의 生쇼》
- 2013년 채널A 《서세원·남희석의 여러가지연구소》

### 드라마 경력
- MBC 《나리집》
- KBS 《오늘은 왠지》

### 영화 경력
- 《이런 여자 없나요》(1981년) - 서승철 역
- 《연분홍 치마》(1981년)
- 《바보들의 청춘 '82》(1982년)
- 《납자루떼》(1986년 각본, 연출)
- 《영구와 우주 괴물 불괴리》(1994년) - 영구 어머니 역
- 《조폭마누라》(2001년 공동제작)
- 《긴급조치 19호》(2002년, 제작)
- 《네발가락》(2002년 투자)
- 《도마 안중근》(2004년, 각본, 연출, 각색, 제작)
- 《젓가락》(2010년, 각본, 연출)

### CF 경력
- 1970년대: 해태제과식품 바밤바, 아바초콜릿
- 1981년: 해태아이스크림 부라보콘
- 1983년: CJ제일제당 아이미
- 1984년: 삼양식품 에스키모바
- 1985년: 롯데제과 가위바위보
- 1985년: 종근당 옥산콤(강석하고 콤비로 출연)
- 1987년: 코실크무역 코끼리본드
- 1987년: 동아제약 가그린
- 1988년: 오리온 고소미
- 1988년: LG전자 88싱싱냉장고
- 1989년: 샤니 꿀떡꿀떡
- 1990년: 롯데제과 ABC초콜렛, 해바라기초코볼
- 1990년: 동산C&G 바이오썬
- 1987~94년: 동화약품 까스활명수, 까스활명수큐
- 1993년: 화인하우스 화인산업
- 1994년: 웅진씽크빅 웅진미디어
- 1995년: 부라더상사 부라더홈미싱
- 1996년: 공익광고협의회 신소비문화 공익광고
- 1997년: 삼성물산 에버랜드
- 1997년: 대우통신 아망떼900 여보세요
- 1997년: 해태htb 축배사이다
- 1998년: KT 무료전화 080
- 1998년: 웅진씽크빅 웅진출판사
- 1999년: 라이온코리아 닥터세닥
- 1999년: 삼일제약 콜디
- 1999년: SK브로드밴드

## 수상 경력
- 모범상록수 표창(1999년)
- 대한민국연예예술상 남녀 희극인 연기상(1999년)
- SBS 연기대상 MC상(1998년)
- 문화체육부 선행연예인 장관 표창(1997년)
- 한국방송대상 남자 코미디언상(1997년)
- KBS 코미디대상 대상(1995년)
- MBC 연기대상 코미디부문 최우수상(1988년)
- 백상예술대상 남자TV 예능상(1988년)
- 한국방송프로듀서상 출연자상(1988년)
- MBC 연기대상 코미디부문 우수상(1987년)
- MBC 연기대상 라디오부문 특별상(1983년)
- TBC 라디오 개그콘테스트 5위(1979년)

## 기타 경력
- 에스에스원 시네마 대표이사
- 서세원프로덕션 대표이사
- 닛시엔터테인먼트그룹 대표이사
- 국제어린이후원단체 플랜코리아 친선대사(2001)
- 2011	솔라그라티아 교회 담임목사

## 같이 보기
- 양원경
- 유재석
- 신동엽
- 이경규
- 신은경
- 최성훈
- 서지혜